# Gommerville (Sekwana Nadmorska)
Gommerville – miejscowość i gmina we Francji, w regionie Normandia, w departamencie Sekwana Nadmorska.
Według danych na rok 1990 gminę zamieszkiwały 604 osoby, a gęstość zaludnienia wynosiła 82 osoby/km² (wśród 1421 gmin Górnej Normandii Gommerville plasuje się na 389. miejscu pod względem liczby ludności, natomiast pod względem powierzchni na miejscu 509.).